# Quilla de balanç

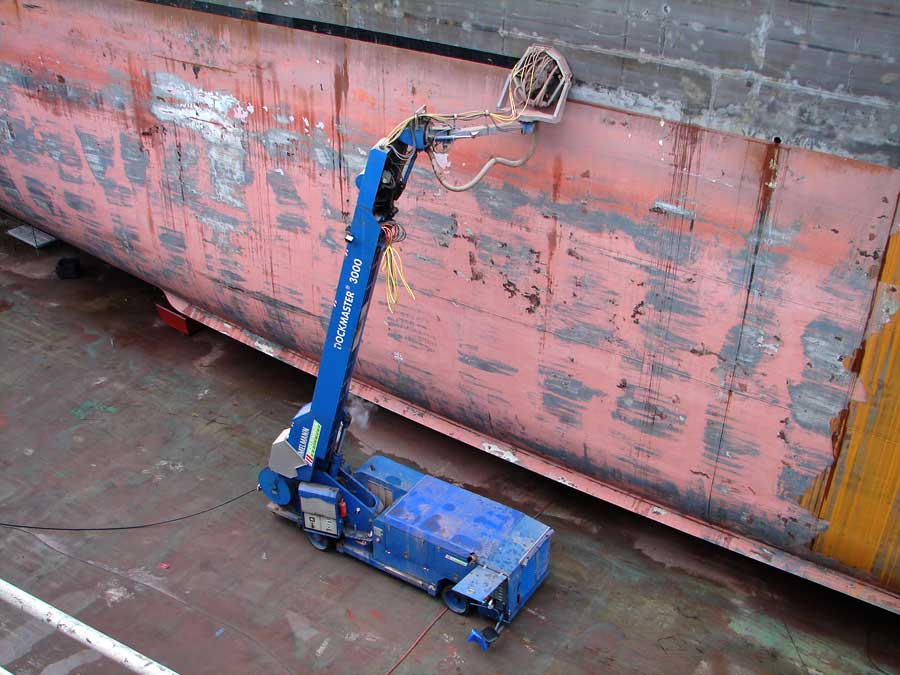
Vista de la quilla de balanç

La quilla de balanç o quilla de pantoc és aquella peça plana col·locada al llarg del pantoc en tota l'extensió de la secció prismàtica del buc, a fi de reduir l'efecte del balanç de les embarcacions. Es tracta de quilles fixes que oposen resistència al moviment de rolido però no al d'avanç.
Els vaixells moderns de passatge tenen aletes estabilitzadores accionades per un ordinador que actuant com timons de profunditat d'un submergible contraresten o minimitzen el moviment de balanç fent més confortable la navegació.

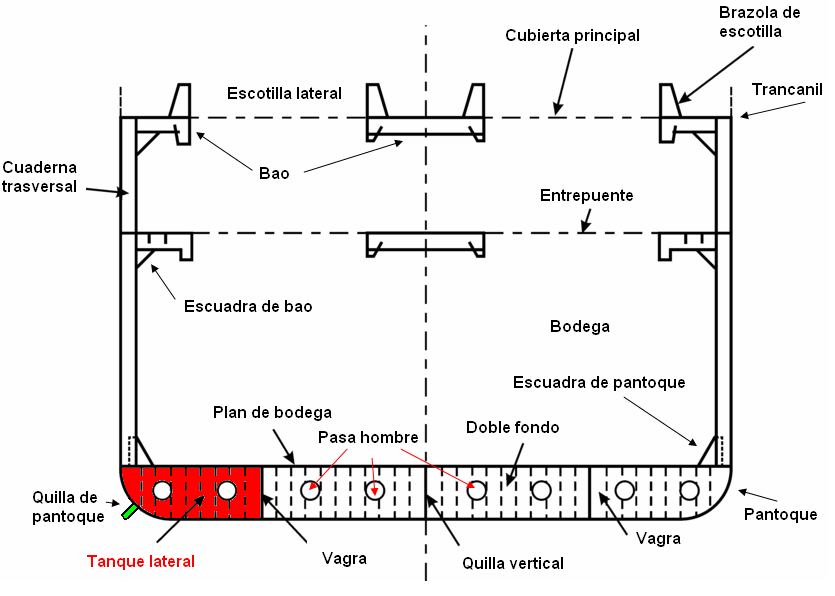
Ubicació de la quilla de babord

La quilla de balanç actua com les aletes branquials d'un peix, i igual que en aquests s'instal·len una a estribord i una altra a babord. A la fotografia s'observa el costat d'un vaixell en dic sec efectuant tasques de neteja i pintat del buc, la quilla de pantoc és l'aleta de la part inferior.